# 李振肃
李振肃（1927年4月—），女，北京人，中国药物化学家，曾任北京医科大学教授、博士生导师，国务院学位委员会第二届学科评议组成员。